# Fabbrica d'Armi Pietro Beretta
La Fabbrica d'Armi Pietro Beretta S.p.A., spesso nota semplicemente come Beretta, è un'azienda multinazionale italiana produttrice di armi da fuoco, con sede a Gardone Val Trompia (BS), fondata da Bartolomeo Beretta nel 1526. È una delle più antiche imprese al mondo e fa parte del ristretto circolo degli Henokiens.
I prodotti di questa azienda sono diffusi in tutto il mondo, venendo utilizzati in moltissimi Stati da militari, polizia e civili. Secondo Marco Morin e Robert Held, la Beretta è la più antica dinastia industriale al mondo in attività. È controllata dalla Beretta Industrie S.p.A. che fa parte del Gruppo Beretta Holding il cui fatturato, nel 2018, è stato di 678,3 milioni di euro, in leggero aumento rispetto ai 668,6 milioni di euro dell'anno precedente.

## Storia

### Le origini

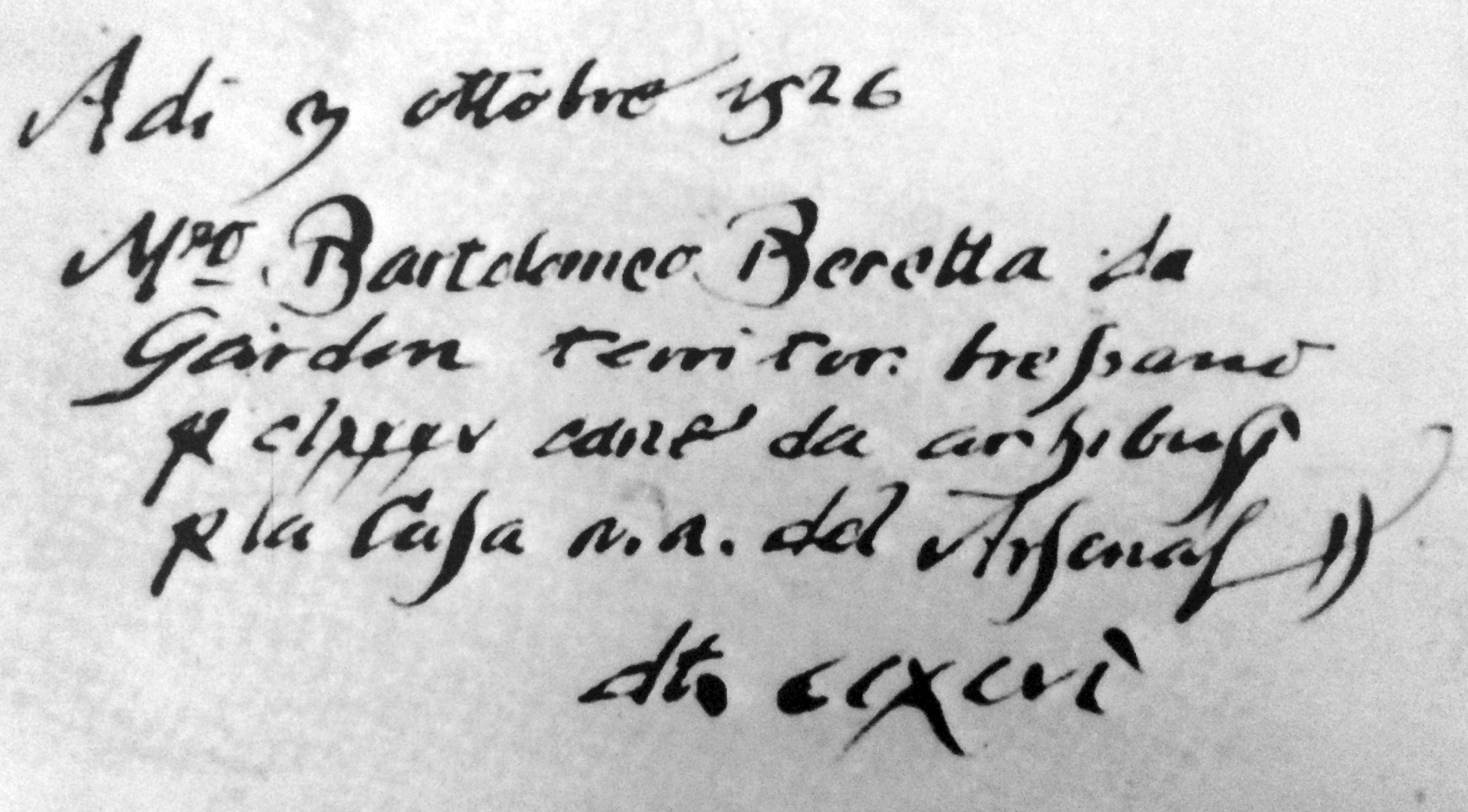
Ricevuta di pagamento del 1526

Il primo documento risale al 1498, anche se fino al 1978 la data di fondazione della casa veniva fatta risalire al 1680; detto anno di fondazione trovava conferme e si basava su ricerche svolte nel corso del XIX secolo. In seguito ad approfondimenti successivi al 1978 e analizzando documentazione del XVI secolo presso l'Archivio di Stato di Venezia, sono state svelate nuove informazioni, che hanno permesso di anticipare la data di fondazione almeno al 1526.
Del 1526, appunto, è la ricevuta di un pagamento al maestro da canne Bartolomeo Beretta, relativo ad una fornitura di canne per archibugio alla Repubblica di Venezia. La ricevuta in questione è conservata presso gli archivi della ditta.

### Dal XVII al XIX secolo
Dagli inizi e fino al XVII secolo i Beretta erano più mercanti, che produttori di armi. Nel corso del seicento essi si trovano nelle condizioni economiche e sociali di poter acquistare le prime fucine a Gardone Val Trompia. Sempre dal XVII secolo, la dinastia si suddivide in due rami differenti, quelli di Gardone Val Trompia e quelli di Brescia. I primi sono dediti al commercio di armi e poi anche alla fabbricazione di lastre e di canne; i secondi sono finitori, camuzzadori, azzalinieri, archibugieri e incassatori, oltre che - anche loro - mercanti d'armi.
Verso la metà del XVII secolo alcuni Beretta si spostano a Milano, dando origine ad un ulteriore ramo della dinastia, che rimane attivo fino al XIX secolo. Anche i Beretta milanesi si distinsero nella fabbricazione e commercializzazione di armi.
La fabbrica fornì armi da fuoco alla Repubblica veneta, e, dopo la caduta di questa, all'esercito napoleonico.

### Dal XX secolo ad oggi
Nel 1903 Pietro Beretta ereditò dal padre Pier Giuseppe l'azienda armaiola. Beretta restaurò la fabbrica, e iniziò la costruzione su larga scala di armi da caccia. L'attività ebbe un impulso con la prima guerra mondiale, grazie alla Beretta M15, e nella seconda guerra mondiale, con la M34 e il MAB 38. Nel 1949 la ditta prendeva la nuova ragione sociale di Fabbrica italiana d'armi Pietro Beretta S.p.A. Morto Pietro Beretta nel 1957, i figli Giuseppe (1906-1993) e Carlo (1908-1984) continuarono l’opera di modernizzazione dell'azienda.
Nel 1985 Beretta fu scelta, al termine di una contrastata selezione, per produrre la M9 (un prodotto assai simile al modello 92 in calibro 9 mm Parabellum) come arma individuale d'ordinanza in dotazione al personale militare degli Stati Uniti. Per adempiere alla commessa dell'esercito americano di 500 000 unità, la Beretta ha costituito la consociata Beretta USA, con tre sedi principali: una ad Accokeek nel Maryland, sede degli uffici esecutivi, un'altra a Gallatin nel Tennessee, sede di produzione e design, ed il magazzino principale a Fredericksburg in Virginia.
Dal 1995 è controllata dal gruppo Beretta Holding S.p.A., presieduto dal fratello di Franco, Pietro. I due fratelli sono figli di Ugo Gussalli Beretta, diretto discendente di Bartolomeo da parte di madre, che ha lasciato la presidenza. Nel febbraio 2009, la Beretta ha ricevuto dal governo degli Stati Uniti un ulteriore ordine di 450 000 pistole M9, da consegnarsi entro cinque anni, con i primi 25 000 pezzi da consegnare entro l'anno. L'ultimo modello, entrato in produzione nel 2016, è la Beretta APX; con questo modello, nel gennaio 2017 la Beretta, dopo 32 anni di forniture all'esercito statunitense, ha perso una commessa da 580,2 milioni di dollari, a vantaggio dell'azienda svizzero-tedesca SIG Sauer.

## Produzione

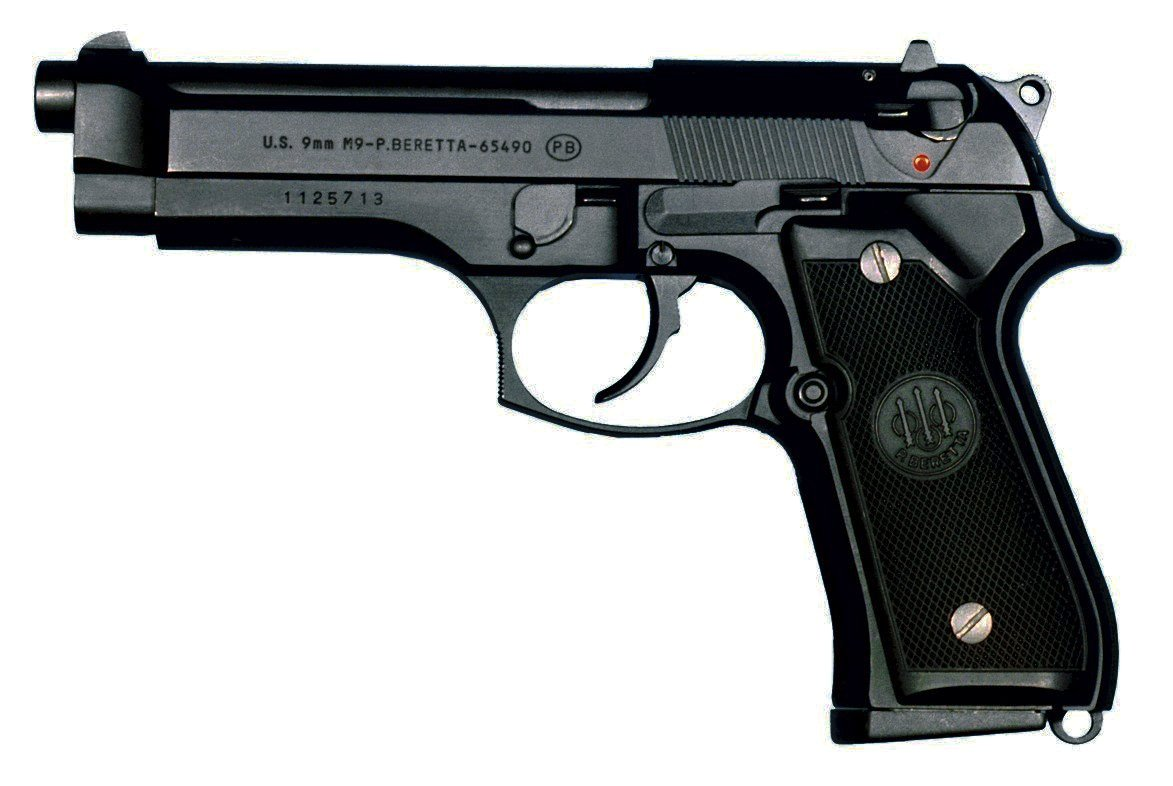
Beretta M9

L'azienda diviene molto più famosa nel mondo, dopo la produzione della pistola semiautomatica modello 92FS, scelta dai dipartimenti di polizia e gli eserciti in molti paesi del mondo. La 92FS è l'arma d'ordinanza ufficiale di tutte le forze armate italiane e dell'ordine italiane dal 1975, della Gendarmerie Nationale francese e, in designazione di "M9" (con varianti), della U.S. Army dal 1985 al 2017 (sostituita dalla SIG Sauer P320).
Il corpo dei Marines utilizzava la Beretta M9A1, che differiva dal precedente modello 92FS per la presenza del castello tipo SD (Special Duty) con slitta Picatinny per laser e torce e con un caricatore resistente alla corrosione della sabbia, su esplicita richiesta degli stessi Marines impegnati nella campagna in Iraq; tale caricatore è indicato come "SandProof".
La ditta di Gardone forniva alle forze armate italiane anche il fucile AR 70/90, rimpiazzato ora dal moderno Beretta ARX 160 modificato in varie versioni a seconda del tipo di operazione condotta (Beretta ARX 160 A1, A2, A3 per le forze speciali). La PM12S2 (Pistola Mitragliatrice 12S2) viene invece adottata dalle varie forze di polizia italiane.
La Beretta è inoltre ben nota negli ambienti della caccia per i suoi fucili. Da alcuni decenni è entrata anche nel settore dell'abbigliamento sportivo, con il marchio Beretta Sport. È anche famosa per la sua ampia gamma di prodotti, che includono doppiette (o fucili a canne accoppiate) e fucili a canne sovrapposte (come i leggendari "SO"), fucili semiautomatici, fucili da caccia, express rifles, fucili d'assalto, pistole mitragliatrici, pistole ad azione semiautomatica, fucili sportivi e, da pochi anni, anche rivoltelle. L'azienda non solo ha una gamma di prodotti molto ampia, ma possiede, per tramite della società Capogruppo Beretta Holding, anche altre aziende che operano nel settore delle armi portatili: Sako, Uberti, Tikka, Stoeger, Benelli Armi, Franchi e Victrix; e, nel settore delle ottiche: Steiner e Burris.

### Pistole autocaricanti
| Modello               | Immagine | Calibro e munizioni                     | Tipologia            | Anno |
| --------------------- | -------- | --------------------------------------- | -------------------- | ---- |
| Beretta M15           |          | 9 mm Glisenti                           | Semiautomatica       | 1915 |
| Beretta M17           |          | 7,65 Browning                           | Semiautomatica       | 1917 |
| Beretta M23           |          | 9 mm Glisenti                           | Semiautomatica       | 1923 |
| Beretta M31           |          | 7,65 Browning                           | Semiautomatica       | 1931 |
| Beretta M34           |          | 9 mm Corto                              | Semiautomatica       | 1934 |
| Beretta M35           |          | 7,65 Browning                           | Semiautomatica       | 1935 |
| Beretta 418           |          | .25 ACP                                 | Semiautomatica       | 1938 |
| Beretta M51           |          | 9 mm Parabellum                         | Semiautomatica       | 1951 |
| Beretta 950 Jetfire   |          | .25 ACP                                 | Semiautomatica       | 1952 |
| Beretta serie 70      |          | .22 Long Rifle 7,65 Browning 9 mm Corto | Semiautomatica       | 1958 |
| Beretta 92            |          | 9 mm Parabellum                         | Semiautomatica       | 1975 |
| Beretta 87 Target     |          | .22 Long Rifle                          | Semiautomatica       | 1976 |
| Beretta Cheetah       |          | 7,65 Browning 9 mm Corto                | Semiautomatica       | 1976 |
| Beretta 93R           |          | 9 mm Parabellum                         | raffica di tre colpi | 1978 |
| Beretta 21A Bobcat    |          | .25 ACP                                 | Semiautomatica       | 1979 |
| Beretta 3032 Tomcat   |          | 7,65 Browning                           | Semiautomatica       | 1979 |
| Beretta M9            |          | 9 mm Parabellum                         | Semiautomatica       | 1985 |
| Beretta 98FS          |          | 9 x 21 mm IMI                           | Semiautomatica       | 1990 |
| Beretta 8000          |          | 9 mm Parabellum                         | Semiautomatica       | 1994 |
| Beretta Combat Combo  |          | 9 × 21 mm IMI .40 S&W 9 mm Parabellum   | Semiautomatica       | 1994 |
| Beretta U22 Neos      |          | .22 Long Rifle                          | Semiautomatica       | 2000 |
| Beretta 87 Target     |          | .22 Long Rifle                          | Semiautomatica       | 2000 |
| Beretta 9000          |          | 9 mm Parabellum .40 S&W                 | Semiautomatica       | 2002 |
| Beretta 92G-SD/96G-SD |          | 9 mm Parabellum                         | Semiautomatica       | 2002 |
| Beretta Px4 Storm     |          | 9 mm Parabellum .40 S&W .45 ACP         | Semiautomatica       | 2004 |
| Beretta 90-Two        |          | 9 mm Parabellum 9 × 21 mm IMI .40 S&W   | Semiautomatica       | 2006 |
| Beretta Nano          |          | 9 mm Parabellum .40 S&W                 | Semiautomatica       | 2013 |
| Beretta Pico          |          | 9 mm Corto                              | Semiautomatica       | 2014 |
| Beretta APX           |          | 9 mm Parabellum 9 × 21 mm IMI .40 S&W   | Semiautomatica       | 2015 |

### Pistole mitragliatrici
- Beretta M12
- Beretta PMX
- Beretta 93R

### Pistole a tamburo
- Stampede
- Laramie

### Mitra
- Beretta MAB 38
- Beretta M3

### Mitragliatrici
- Beretta MG 42/59

### Carabine
- Beretta MAB 18/30
- Beretta Cx4 Storm
- Beretta Rx4 Storm
- Beretta Mx4 Storm
- Beretta MAB 18

### Fucili
- Beretta S56
- Beretta S58

### Fucili da battaglia
- Beretta BM 59
- Beretta ARX 200

### Fucili d'assalto
- Beretta AR 70
- Beretta AR 70/90
- Beretta SC 70/90
- Beretta SCP 70/90
- Beretta ARX-160
- Beretta NARP